# Grimpa-soques picot
El  grimpa-soques picot o grimpatroncs de bec dret (Dendroplex picus) és una espècie d'ocell de la família dels furnàrids (Furnariidae) que habita boscos poc densos, clars del bosc, sabanes, manglars, pantans, matolls i ciutats del sud de Panamà, Trinitat i cap al sud, en Amèrica del Sud, per l'est dels Andes fins al nord i est de Bolívia i el Brasil central.